# Wereldkampioenschappen openwaterzwemmen 2025 – 3 kilometer knock-out sprints mannen
De 3 kilometer knock-out sprints voor mannen tijdens de wereldkampioenschappen openwaterzwemmen 2025 vond plaats op 19 juli 2025 bij Palawan Beach, Sentosa, Singapore. 
Dit onderdeel is dit jaar voor het eerst opgenomen in het wereldkampioenschappen openwaterzwemmen. Het is hierbij de bedoeling dat de deelnemers in korte tijd drie keer achter elkaar racen. De eerste ronde wordt een afstand van 1,5 km gezwommen, de tweede ronde 1 km en in de slotronde wordt 0,5 km afgelegd. Bij elke ronde gaan alleen de beste tien per serie door naar de volgende ronde.

## Series
Serie 1
| Rang | naam                 | Land                   | tijd    | Opm. |
| ---- | -------------------- | ---------------------- | ------- | ---- |
| 1    | Matteo Diodato       | Italië                 | 17.00,9 | Q    |
| 2    | Thomas Raymond       | Australië              | 17.03,8 | Q    |
| 3    | Gregorio Paltrinieri | Italië                 | 17.03,9 | Q    |
| 4    | Martin Straka        | Tsjechië               | 17.06,2 | Q    |
| 5    | Ivan Puskovitch      | Verenigde Staten       | 17.08,8 | Q    |
| 6    | Logan Fontaine       | Frankrijk              | 17.08,9 | Q    |
| 7    | Eric Brown           | Canada                 | 17.10,1 | Q    |
| 8    | Lev Cherepanov       | Kazachstan             | 17.11,4 | Q    |
| 9    | Christian Schreiber  | Zwitserland            | 17.11,5 | Q    |
| 10   | Vladislav Utrobin    | Neutrale deelnemers    | 17.11,5 | Q    |
| 11   | Joaquín Moreno       | Argentinië             | 17.13,1 |      |
| 12   | Park Jae-hun         | Zuid-Korea             | 17.13,9 |      |
| 13   | Kaito Tsujimori      | Japan                  | 17.16,6 |      |
| 14   | Matthew Caldwell     | Zuid-Afrika            | 17.45,4 |      |
| 15   | Su Bo-ling           | Chinees Taipei         | 17.45,4 |      |
| 16   | Oh Se-beom           | Zuid-Korea             | 17.48,4 |      |
| 17   | Artyom Lukasevits    | Singapore              | 17.50,5 |      |
| 18   | Ilias El Fallaki     | Marokko                | 17.57,9 |      |
| 19   | Louis Clark          | Nieuw-Zeeland          | 17.58,4 |      |
| 20   | Galymzhan Balabek    | Kazachstan             | 18.01,9 |      |
| 21   | Diego Dulieu         | Honduras               | 18.03,1 |      |
| 22   | Atakan Ercan         | Turkije                | 18.03,2 |      |
| 23   | Keith Sin            | Hongkong               | 18.03,8 |      |
| 24   | Théo Druenne         | MON                    | 18.16,9 |      |
| 25   | Luke Tan             | Singapore              | 18.53,3 |      |
| 25   | Jeison Rojas         | Costa Rica             | 18.53,3 |      |
| 27   | Chan Tsun Hin        | Hongkong               | 19.34,8 |      |
| 28   | Juan Núñez           | Dominicaanse Republiek | 19.38,5 |      |
| 29   | Tristan Nell         | Namibië                | 20.38,1 |      |
| 30   | Tharusha Perera      | Sri Lanka              | 21.49,9 |      |
| 31   | Aryan Joseph         | Kenia                  | 23.33,8 |      |
| 32   | Swaleh Talib         | Kenia                  | 24.26,7 |      |
| –    | Piotr Woźniak        | Polen                  | DNS     | DNS  |

Serie 2
| Rang | naam                        | Land                | tijd    | Opm. |
| ---- | --------------------------- | ------------------- | ------- | ---- |
| 1    | Florian Wellbrock           | Duitsland           | 17.00,4 | Q    |
| 2    | Dávid Betlehem              | Hongarije           | 17.01,4 | Q    |
| 3    | Nicholas Sloman             | Australië           | 17.03,9 | Q    |
| 4    | Marc-Antoine Olivier        | Frankrijk           | 17.05,0 | Q    |
| 5    | Kristóf Rasovszky           | Hongarije           | 17.05,0 | Q    |
| 6    | Oliver Klemet               | Duitsland           | 17.05,7 | Q    |
| 7    | Paul Niederberger           | Zwitserland         | 17.06,9 | Q    |
| 8    | Athanasios Kynigakis        | Griekenland         | 17.08,2 | Q    |
| 9    | Dylan Gravley               | Verenigde Staten    | 17.08,6 | Q    |
| 10   | Luca Karl                   | Oostenrijk          | 17.08,7 | Q    |
| 11   | Ratthawit Thammananthachote | Thailand            | 17.10,1 |      |
| 12   | Konstantinos Chourdakis     | Griekenland         | 17.10,3 |      |
| 13   | Matheus Melecchi            | Brazilië            | 17.10,7 |      |
| 14   | Savelii Luzin               | Neutrale deelnemers | 17.11,1 |      |
| 15   | Luiz Loureiro               | Brazilië            | 17.13,0 |      |
| 16   | Bartosz Kapała              | Polen               | 17.14,2 |      |
| 17   | Emre Sarp Zeytinoğlu        | Turkije             | 17.41,5 |      |
| 18   | Lan Tianchen                | China               | 17.47,9 |      |
| 19   | Nico Esslinger              | Namibië             | 17.52,4 |      |
| 20   | Connor Buck                 | Zuid-Afrika         | 17.54,1 |      |
| 21   | Tsao Jun-yan                | Chinees Taipei      | 18.13,7 |      |
| 22   | Zhang Jinhou                | China               | 18.13,8 |      |
| 23   | Richard Urban               | Slowakije           | 18.15,9 |      |
| 24   | Esteban Faure               | Monaco              | 18.23,3 |      |
| 25   | Jakub Gabriel               | Slowakije           | 18.23,8 |      |
| 26   | Prashans Hiremagalur        | India               | 18.40,9 |      |
| 27   | Riku Takaki                 | Japan               | 18.46,6 |      |
| 28   | Army Pal                    | India               | 19.42,0 |      |
| 29   | Joaquín Estigarribia        | Paraguay            | 20.24,0 |      |
| —    | Adrian Ywanaga              | Peru                | DNS     | DNS  |
| —    | Jamarr Bruno                | Puerto Rico         | DNS     | DNS  |
| —    | Rami Rahmouni               | Tunesië             | DNS     | DNS  |

## Halve finale
| Rang | naam                 | Land                | tijd    | Opm. |
| ---- | -------------------- | ------------------- | ------- | ---- |
| 1    | Florian Wellbrock    | Duitsland           | 11.27,2 | Q    |
| 2    | Dávid Betlehem       | Hongarije           | 11.27,8 | Q    |
| 3    | Thomas Raymond       | Australië           | 11.28,1 | Q    |
| 4    | Marc-Antoine Olivier | Frankrijk           | 11.29,2 | Q    |
| 5    | Gregorio Paltrinieri | Italië              | 11.30,4 | Q    |
| 6    | Logan Fontaine       | Frankrijk           | 11.30,8 | Q    |
| 7    | Ivan Puskovitch      | Verenigde Staten    | 11.31,8 | Q    |
| 8    | artin Straka         | Tsjechië            | 11.31,9 | Q    |
| 9    | Kristóf Rasovszky    | Hongarije           | 11.32,6 | Q    |
| 9    | Nicholas Sloman      | Australië           | 11.32,6 | Q    |
| 11   | Eric Brown           | Canada              | 11.33,1 |      |
| 12   | Luca Karl            | Oostenrijk          | 11.33,2 |      |
| 13   | Paul Niederberger    | Zwitserland         | 11.34,1 |      |
| 14   | Christian Schreiber  | Zwitserland         | 11.34,2 |      |
| 15   | Vladislav Utrobin    | Neutrale deelnemers | 11.34,3 |      |
| 16   | Matteo Diodato       | Italië              | 11.34,7 |      |
| 17   | Oliver Klemet        | Duitsland           | 11.34,9 |      |
| 18   | Athanasios Kynigakis | Griekenland         | 11.35,8 |      |
| 19   | Dylan Gravley        | Verenigde Staten    | 11.37,7 |      |
| 20   | Lev Cherepanov       | Kazachstan          | 12.00,4 |      |

## Finale
| Rang   | naam                 | Land             | tijd   | Opm. |
| ------ | -------------------- | ---------------- | ------ | ---- |
| Goud   | Florian Wellbrock    | Duitsland        | 5.46,0 |      |
| Zilver | Dávid Betlehem       | Hongarije        | 5.47,7 |      |
| Brons  | Marc-Antoine Olivier | Frankrijk        | 5.51,1 |      |
| 4      | Gregorio Paltrinieri | Italië           | 5.58,9 |      |
| 5      | Thomas Raymond       | Australië        | 5.59,0 |      |
| 6      | Kristóf Rasovszky    | Hongarije        | 6.06,0 |      |
| 7      | Ivan Puskovitch      | Verenigde Staten | 6.07,2 |      |
| 8      | Logan Fontaine       | Frankrijk        | 6.07,2 |      |
| 9      | Martin Straka        | Tsjechië         | 6.08,6 |      |
| 10     | Nicholas Sloman      | Australië        | 6.10,3 |      |